# Ispanità
L'ispanità (hispanidad in spagnolo) è la comunità formata da tutti popoli e le nazioni che condividono una lingua e una cultura ispanica. Le 30 nazioni che ne fanno parte sono tutte ispanofone, con l'eccezione delle Filippine, e possono classificarsi in quattro aree geografiche: Spagna, America Latina ispanofona, Africa ispanofona e l'area ispano-pacifica.
Ogni 12 ottobre viene celebrato il Día de la Hispanidad attraverso la celebrazione della scoperta dell'America da parte di Cristoforo Colombo. In Spagna è festa nazionale e viene celebrato in molti altri paesi ispanofoni.

## Storia
Hispania era il nome con cui i Romani chiamarono la penisola Iberica una volta conquistata.
L'hispanidad cominciò a formarsi quando, il 12 ottobre 1492, Colombo scoprì l'America e permise alla corona di Castiglia di creare l'Impero spagnolo diffondendo la sua cultura e la sua lingua anche al di là dell'Atlantico.
Nel 1713 fu fondata la Real Academia Española per stabilire delle regole nell'uso della lingua spagnola, normalizzandone la grafia al fine di poterne permettere la comprensione in tutte le regioni dell'impero.
A partire dall'Ottocento, a seguito del malcontento e della ribellione delle popolazioni americane e dell'invasione napoleonica, si creò una situazione favorevole all'indipendenza delle colonie, che si affrancarono dal governo spagnolo fatta eccezione per Cuba e Porto Rico che ottennero l'indipendenza solo nel 1898. Anche le Filippine ottennero in quell'anno l'indipendenza a seguito dell'attacco degli Stati Uniti alla Spagna (Guerra ispano-americana)
Il termine hispanidad entra in disuso all'inizio del ventesimo secolo. Zacarías de Vizarra, Faustino Rodríguez-San Pedro e Ramiro de Maeztu riuscirono a dargli nuovamente attualità rinominando il Día de la Raza (che era già festa nazionale in molti paesi di lingua spagnola) come Día de la Hispanidad che si festeggia appunto il 12 ottobre. Poco tempo dopo cominciarono a formarsi le prime organizzazioni panispaniche come la Asociación de Academias de la Lengua Española.
Dopo la fine del governo franchista in Spagna, le varie nazioni di lingua spagnola cominciarono ad avvicinarsi creando degli organismi di promozione culturale, come la Cumbre Iberoamericana nel 1991, su esempio della quale sono sorte molte altre istituzioni. La Spagna ha creato un fondo di aiuti finanziari per l'America Latina, e numerosi latinoamericani scelgono la Spagna come obiettivo del loro progetto migratorio, per ovvie ragioni di affinità linguistica e culturale. Nelle Filippine, invece, l'uso dello spagnolo si sta perdendo, e verosimilmente anche la Guinea Equatoriale seguirà la stessa strada.
Il termine latino sta a significare l'insieme dei paesi la cui lingua deriva dal latino: Argentina, Bolivia, Brasile, Cile, Ecuador, El Salvador, Guatemala, Haiti, Honduras, Messico, Nicaragua, Panama, Paraguay, Perù, Repubblica Dominicana, Uruguay, Venezuela, Porto Rico, Portogallo e ovviamente Spagna. Dal 1954 questo insieme di paesi è conosciuto anche come Unione latina, il cui scopo è di mantenere e di diffondere la cultura latina.

## L'ispanità nel mondo
Più di 480 milioni di persone nel mondo hanno come lingua madre lo spagnolo, che si colloca al secondo posto, dopo il cinese, tra gli idiomi più parlati. Se dovessimo contare la popolazione di tutte le nazioni ispaniche, arriveremmo a quasi 570 milioni. Non v'è dubbio, pertanto, che manca un dato ufficiale che esprime la quantità di ispanici nel mondo.
Al di là delle inevitabili variazioni di pronuncia e dei vocaboli legati alla cultura locale, la lingua parlata non differisce quasi per niente tra un paese ispanico e l'altro. Questo è dovuto al fatto che l'indipendenza dei paesi dell'America Latina risale a poco meno di due secoli fa, e che fino a quel momento la Spagna aveva imposto le proprie regole linguistiche, grammaticali e ortografiche, che pertanto si sono mantenute ancora oggi.

### Europa
In Europa gli ispanici si trovano principalmente in Spagna superando i 47 milioni in questo Paese, tenendo conto oltretutto di una massiccia immigrazione americana. Inoltre c'è una minoranza di immigrati ispanici nel resto del continente, compresi quelli in Francia, che si calcola sia composta approssimativamente da 2.000.000 di ispanofoni. Il Principato di Andorra, è uno dei Paesi con un alto numero di ispanofoni: il castigliano o spagnolo è parlato insieme al catalano, la prima lingua ufficiale, ed al francese, altra lingua nativa. Inoltre esiste un alto numero di ispanofoni nella colonia britannica di Gibilterra: lo spagnolo è parlato solo come lingua nativa insieme con l'inglese, prima lingua ufficiale, sebbene i tratti ispanici delle persone in questo territorio britannico siano culturalmente molto evidenti.
Nei Balcani, in Paesi come Bosnia ed Erzegovina, Grecia, Macedonia del Nord e Bulgaria, in minor misura lo spagnolo è parlato dalle comunità di sefarditi ivi residenti. Questo spagnolo conserva i tratti ispanici ed i neologismi propri della fine del Medioevo. Ciò è dovuto al fatto che gli ebrei che parlano castigliano in questi luoghi sono discendenti di quelli che furono espulsi nel 1492, durante il regno dei re cattolici, dalla penisola iberica. Comunque in questi Paesi lo spagnolo è stato molto influenzato dalla cultura propria della zona. Esistono, anche, un piccolo numero di immigranti ispanici residenti in Paesi come Portogallo, Germania, Regno Unito, Italia, Svezia, Belgio, Russia, Svizzera ed Austria.

### Americhe

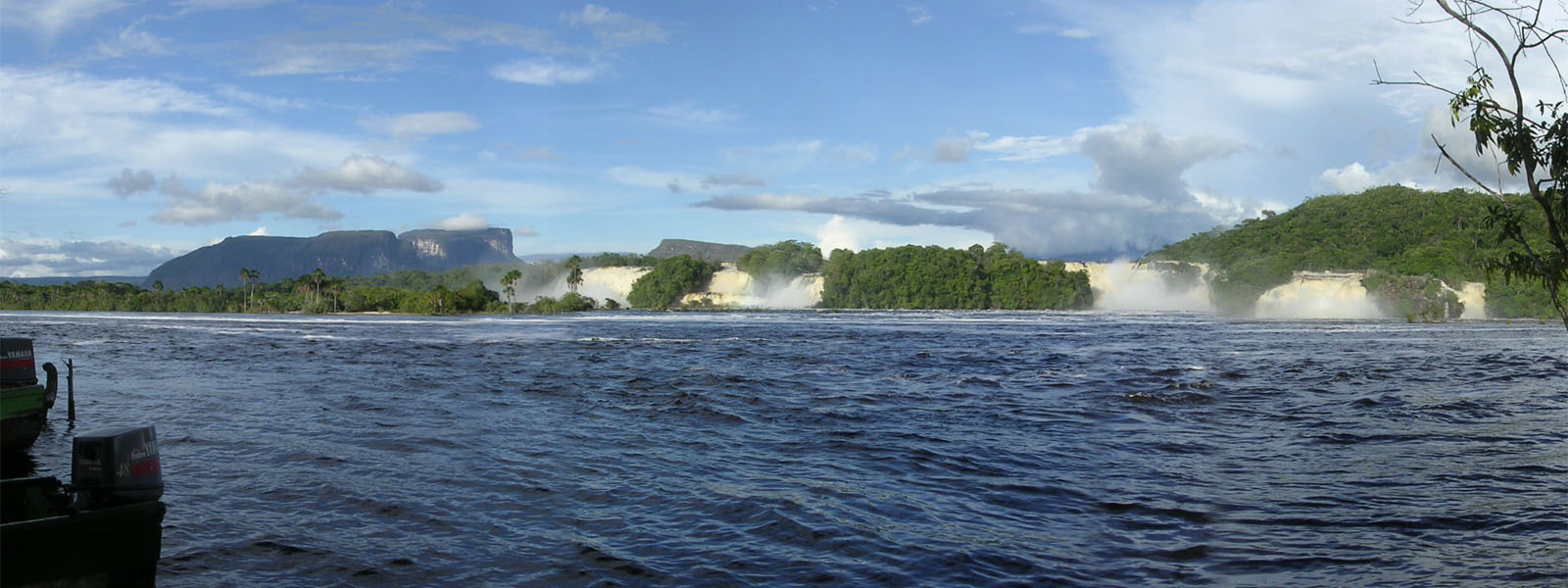
Vista delle cascate del lago Canaima, Venezuela.

La gran parte degli ispanici si trova in America, superando di misura la quantità di 300 milioni. Paesi come Argentina, Bolivia, Cile, Colombia, Costa Rica, Cuba, Repubblica Dominicana, Ecuador, El Salvador, Guatemala, Honduras, Messico, Nicaragua, Panamá, Paraguay, Perù, Porto Rico, Uruguay e Venezuela sono tutti paesi a grande maggioranza ispanica. Anche Stati Uniti, Belize, Brasile ed in minor numero Aruba, Antille Olandesi, Trinidad e Tobago e Canada contano una grande quantità di ispanici. In America Latina molte popolazioni preferiscono definirsi  "latine" prima che ispaniche per la connotazione storica che tale termine comporta. Inoltre negli Stati Uniti risiedono ispanici bianchi nei Paesi come Texas, Nuovo Messico, California e Florida con radici spagnole.

#### Panama
A Panama come in tutti i Paesi dell'America Latina il 12 ottobre (dia de la Hispanidad) è un giorno di festa: i cittadini sfilano, ci sono i fuochi d'artificio, le frecce tricolori.

### Africa

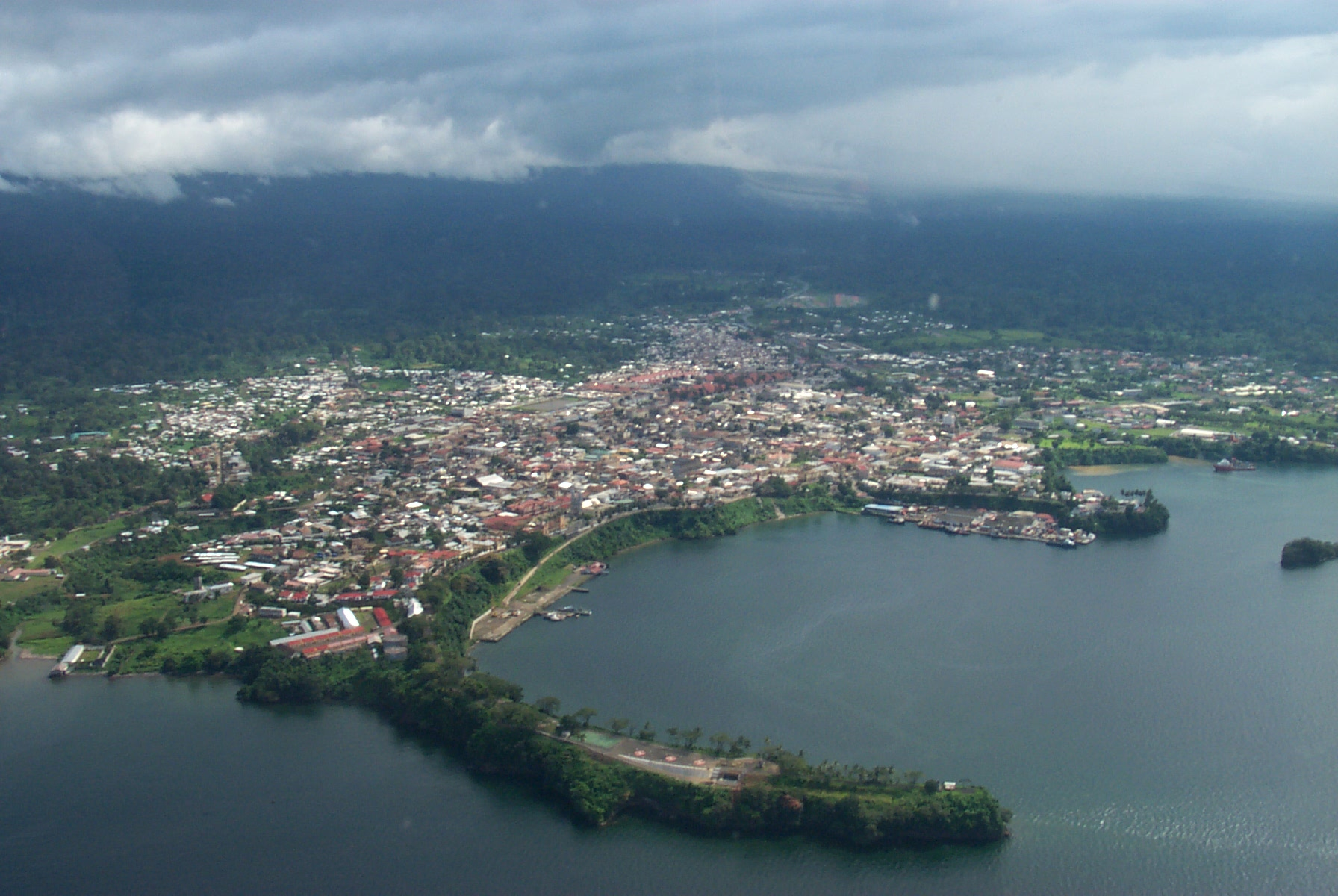
vista aerea di Malabo, capitale della Guinea Equatoriale, unico paese del continente ad avere lo spagnolo fra le lingue ufficiali

Gli ispanici in Africa si concentrano nei territori spagnoli di questo continente (come le Isole Canarie, Ceuta e Melilla, le Plazas de soberanía) e in Guinea Equatoriale. In Marocco e nel Sahara Occidentale alcune persone conservano tracce ispaniche sebbene questi paesi siano molto influenzati dalla cultura araba. In totale in Africa si arriva ai 2 milioni di ispanici.
Si deve tenere in conto che le zone sopra citate erano parte del territorio coloniale spagnolo. Esistevano anche discendenti di ebrei nazareni e mori che furono espulsi dalla Spagna dai Re cattolici. Alcuni di loro, ancora oggi continuano a conservare le chiavi di casa che un giorno dovettero abbandonare.

### Asia

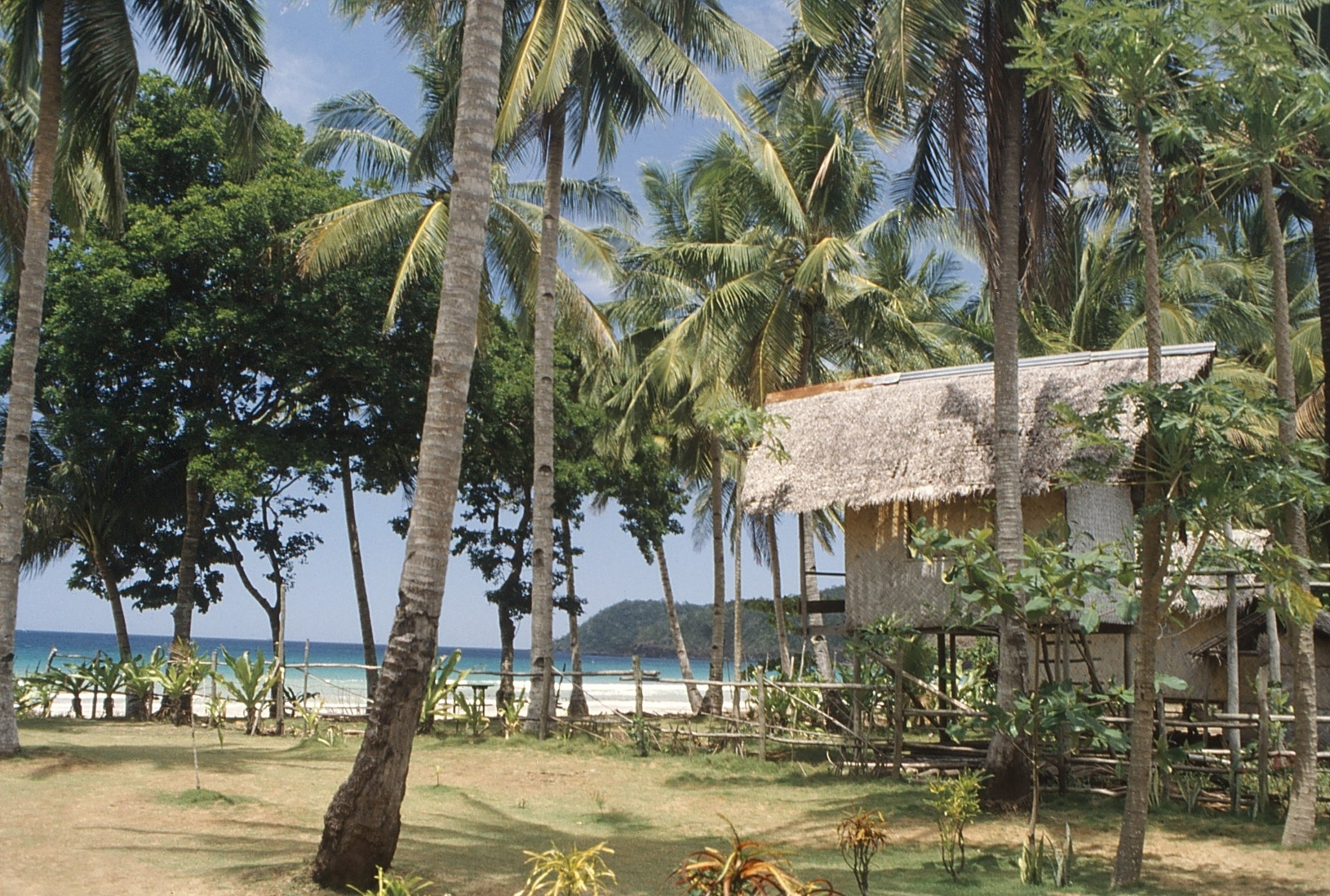
Spiaggia delle Filippine.

Le Filippine sono l'unico Paese asiatico che conserva alcune caratteristiche tipiche dell'ispanismo, come ad esempio il nome delle persone; anche se la cultura e la lingua spagnola sono venute a mancare, oggi sembra esserci una ripresa dell'interessamento a questa cultura. Le Filippine sono state una colonia spagnola per oltre 350 anni, ma in soli 50 di presenza statunitense sono state cancellate tutte le peculiarità della cultura iberica, non senza polemiche; dopo l'indipendenza, tuttavia, l'idioma locale tagalog ha guadagnato importanza, sino a diventare lingua ufficiale nel 1987.
Inoltre, bisogna ricordare le comunità sefardite in Medioriente. Discendenti degli ebrei che furono espulsi dalla Spagna durante il regno dei re cattolici nel 1492, queste comunità hanno conservato la lingua castigliana, ma con tratti linguistici peculiari. La maggior parte di questi risiede in Israele ed, in misura minore, in Turchia. La lingua di queste comunità è conosciuta come ladino o "judeoespañol". Esiste anche un certo numero di immigrati ispanici in Giappone. Benché in questo paese l'insegnamento della lingua spagnola non sia sistematico, esiste un certo interesse per il suo apprendimento, dovuto alle relazioni con i paesi dell'America Latina.

### Nazioni di cultura ispanica
Due regioni di origine e cultura ispanica fanno oggi parte di altri paesi.
Una di queste è Porto Rico dal 1898, che dopo una guerra tra la Spagna e gli Stati Uniti passò a far parte del paese nordamericano. Porto Rico nel 1993 si è dichiarata bilingue, anche se meno del 5% del totale della popolazione è di madrelingua inglese.
Il Partito Indipendentista Portoricano promuove l'indipendenza completa dell'isola. A causa di ciò sono nate numerose controversie nella politica del paese, con alcuni gruppi a favore ed altri contro, compresa l'ingerenza politica da parte dell'allora presidente del Venezuela, Hugo Chávez, con la richiesta agli Stati Uniti di concessione dell'indipendenza. La questione è entrata anche nell'agenda dell'ONU, concludendosi però con l'opinione che tale scelta dovrà essere effettuata esclusivamente dai cittadini dell'isola.
L'altra regione di origine spagnola, ma fortemente influenzata dalla cultura araba è il Sahara Occidentale, attualmente dipendenza del Marocco. Tra il 1981 e il 1984 è stato effettuato un referendum per definire la sua totale e completa indipendenza, riconosciuta dall'Unione Africana ma non dall'ONU. Infatti il Fronte Polisario si batte perché questo territorio riesca a conseguire la sovranità sotto il nome di "Repubblica Araba Sahariana Democratica".